# Studio (spazio abitativo)

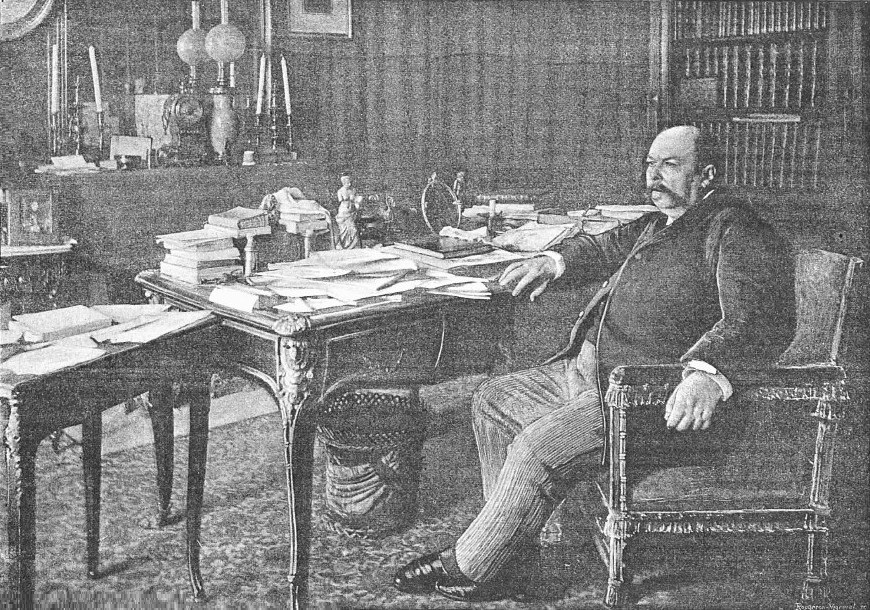
Henri Meilhac nel proprio studio (Francia, XIX secolo)

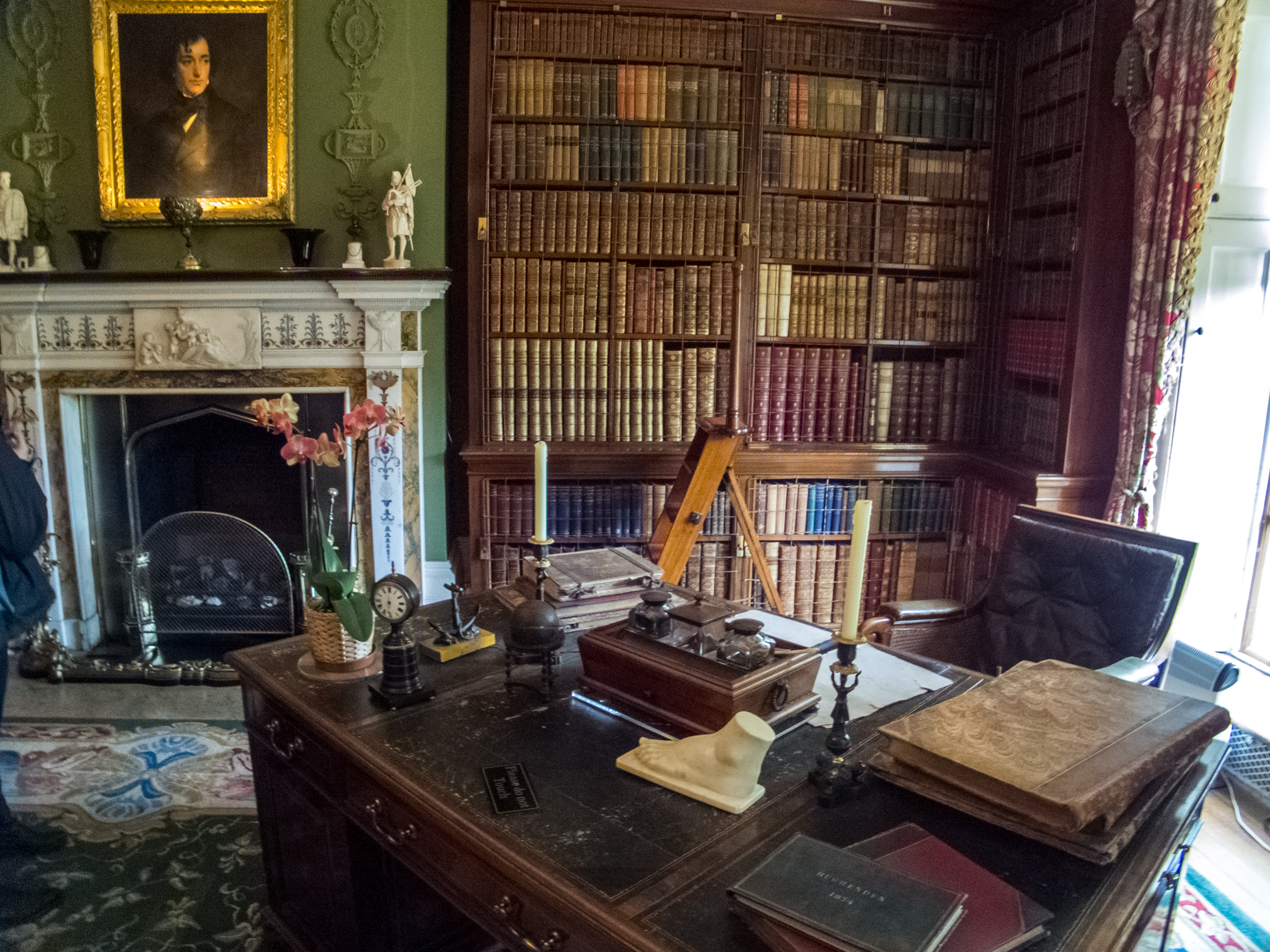
Studio in un vecchio maniero nel Regno Unito

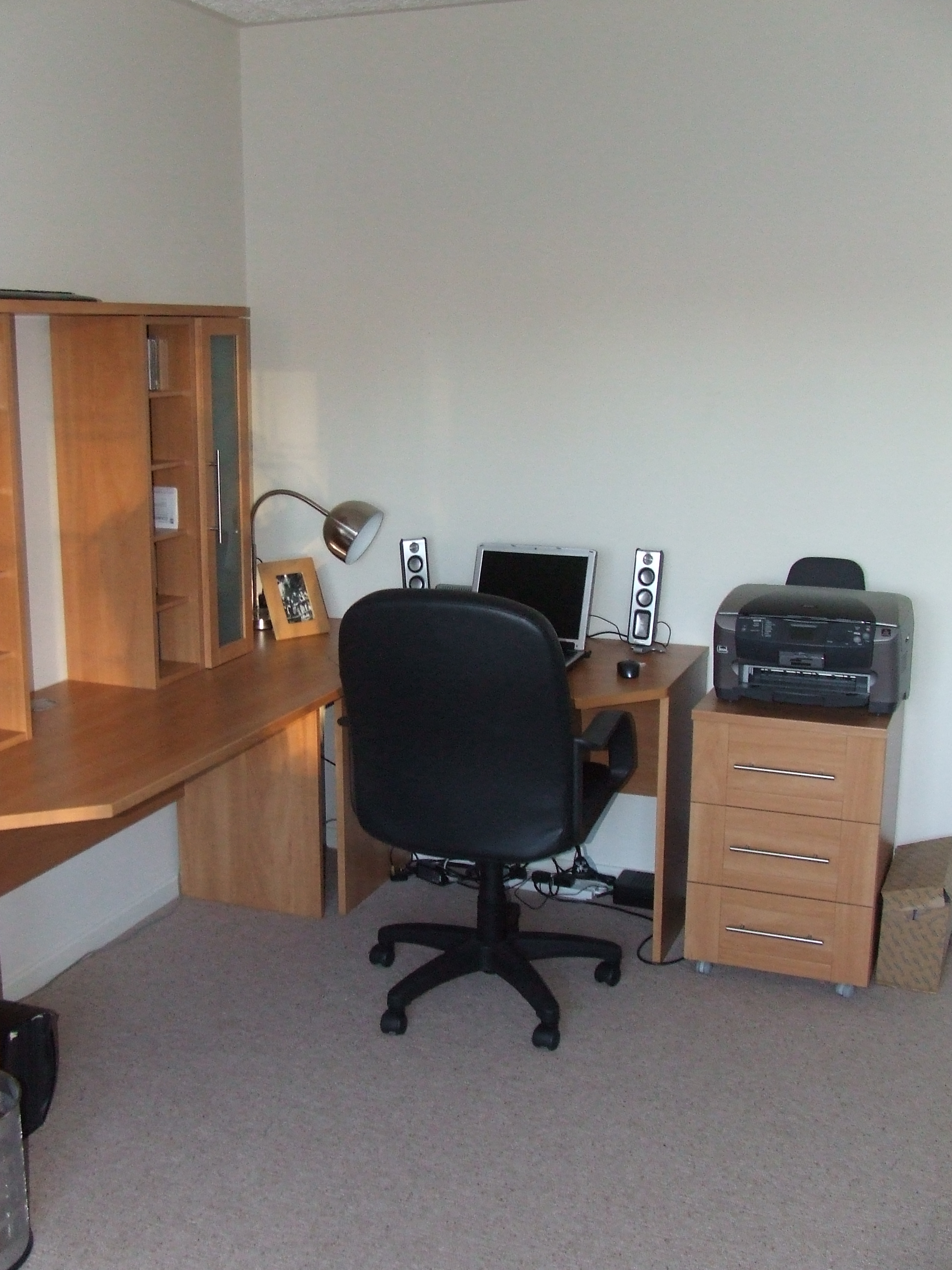
Piccolo studio casalingo

In una abitazione o comunque in un edificio, lo studio è un ambiente riservato ad attività di studio, lettura o lavoro.

## Storia
Storicamente, lo studio è stato riservato per l'uso come ufficio e sala lettura privata in dimore appartenenti al ceto medio-alto, ed era assente nella tipica casa contadina. Questo sia perché le esigenze domestiche della popolazione rurale, sovente analfabeta, erano meno complesse e non rendevano necessario riservare una stanza esclusivamente per questi usi, sia perché il poter esibire uno studio ai visitatori della propria dimora rivestiva anche una funzione di rappresentanza.
Studio è anche l'ambiente nel quale uno o più artisti, in genere pittori e scultori, elaborano ed espongono le proprie opere.
La disponibilità di personal computer e connessioni di rete anche a livello familiare ha aumentato l'importanza delle aree della casa di abitazione dedicate al lavoro intellettuale, come appunto lo studio, ed è stato calcolato che circa il 30% dei lavoratori adulti negli Stati Uniti svolge almeno una parte del proprio lavoro principale da casa.
Nel caso in cui uno degli occupanti della casa svolga un vero e proprio telelavoro, l'arredamento del locale destinato a studio acquista un'importanza ancora maggiore, e in taluni Paesi può costituire elemento di detrazione dalle imposte.
Lo studio domestico, oltre alla scrivania, contiene frequentemente una libreria ed una poltrona o un divano, ed altri strumenti elettronici come la radio. Può essere considerato spesso un'estensione del salotto o del soggiorno.